# Тебя, Бога, хвалим (BWV 16)
Тебя, Бога, хвалим (нем. Herr Gott, dich loben wir, BWV 16) — церковная кантата, созданная Иоганном Себастьяном Бахом. Была написана в Лейпциге для празднования Нового года и впервые исполнена 1 января 1726 года.

## История и слова
Бах написал кантату на третьем году своей жизни в Лейпциге на первый день Нового года, который также является праздником обрезания и наречения имени Иисуса, и впервые исполнил её 1 января 1726 года. Предписанное чтение в этот праздник — Послание к Галатам, по вере мы наследуем (Гал. 3:23—29), и из Евангелия от Луки, обрезание и наречение имени Иисуса (Лк. 2:21). Текст кантаты был взят из публикации 1711 года Георга Христиана Лехмса (Georg Christian Lehms), сконцентрированной на хвале и благодарении без связи с чтениями. Поэт начал с четырёх строк из немецкого перевода Te Deum, выполненного Мартином Лютером, — Herr Gott, dich loben wir (Тебя, Бога, хвалим). Далее следует речитатив и ария благодарности за прошлые дары, далее — молитва с просьбой о благословении и впредь. У поэта нет завершающего хорала, и Бах выбрал строфу Пауля Эбера Helft mir Gotts Güte preisen.

## Исполнители и структура
Кантата исполняется тремя солистами — альтом, тенором и басом, четырёхголосым хором, охотничьим рожком, двумя гобоями, oboe da caccia, двумя скрипками, альтом, виолеттой (альтернативной) и генерал-басом.
1. Хор: Herr Gott, dich loben wir
2. Речитатив (бас): So stimmen wir bei dieser frohen Zeit
3. Ария (бас, тутти): Laßt uns jauchzen, laßt uns freuen
4. Речитатив (альт): Ach treuer Hort
5. Ария (тенор): Geliebter Jesu, du allein
6. Хорал: All solch dein Güt wir preisen